# Geologie Neuseelands

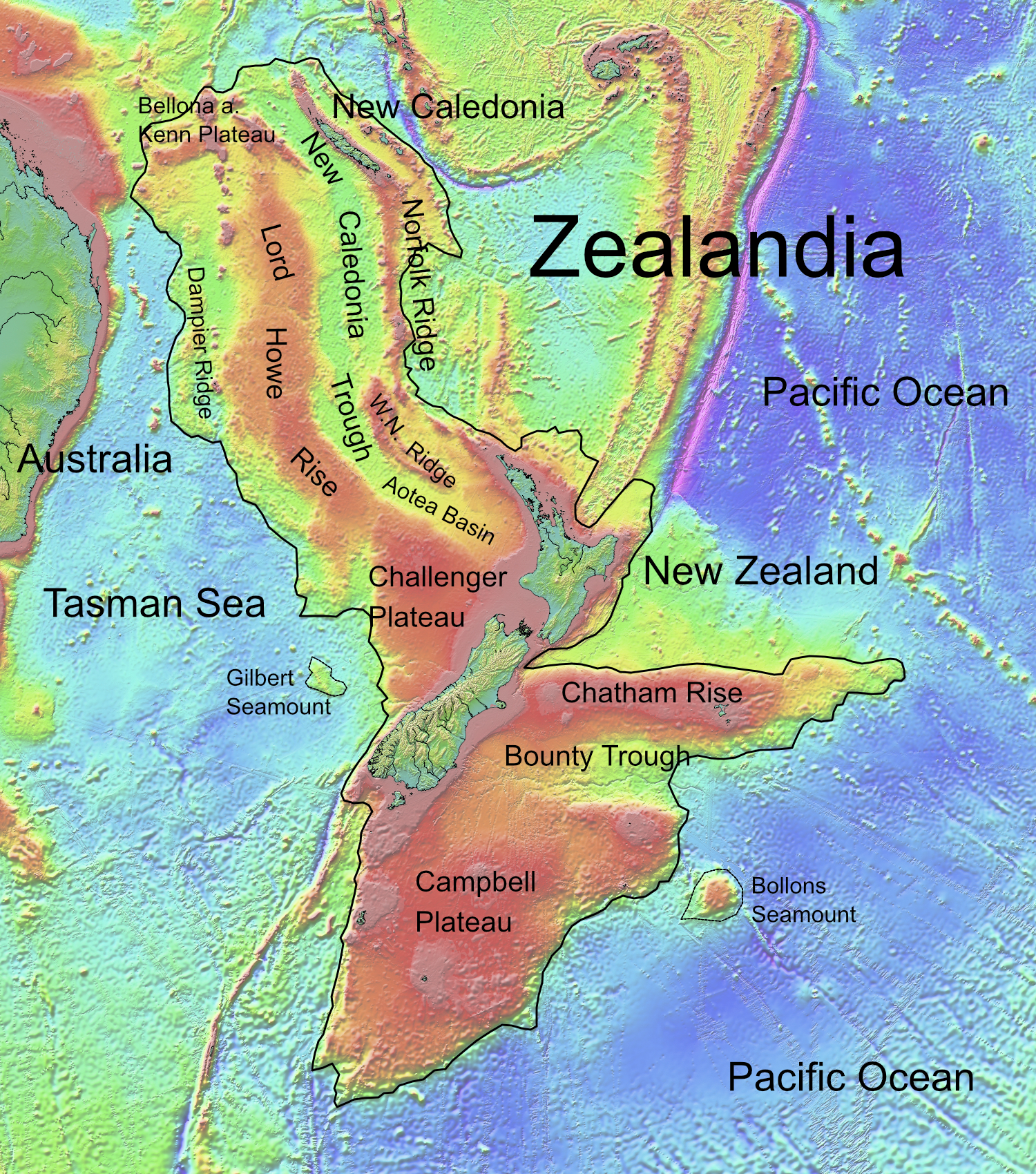
Neuseeland mit dem unter dem Meeresspiegel liegenden Kontinent Zealandia

Die geologischen Verhältnisse Neuseelands sind in erheblichen Maße durch die tektonischen Aktivitäten der Pazifischen und der Australischen Platte geprägt. Das Aufeinandertreffen der beiden Platten, anfangs divergierend, später dann konvergierend, formte das Land mit seinen beiden Hauptinseln über Jahrmillionen und tut dies noch heute. Die äußerlichen Erscheinungsformen dieser Prozesse können mit Gebirgsfaltungen, Vulkanismus, Erdbeben und zahlreichen geothermische Aktivitäten beobachtet werden. Speziell auf der Nordinsel führt das Zusammentreffen der beiden Platten zu erhöhter vulkanischer Aktivität, wobei einige der aktivsten Vulkane der Erde sich in der Mitte der Nordinsel und nördlich davon befinden und sich in der Taupō Volcanic Zone (TVZ) konzentrieren. Neuseeland gehört damit zu den Ländern des pazifischen Raums, die direkt auf dem Pazifischen Feuerring (englisch: Pacific Ring of Fire) liegen, einem Vulkangürtel, der den Pazifischen Ozean umschließt.

## Geologischer Rückblick
Vor etwa 280 Millionen Jahren gehörte die Landmasse, die heute Neuseeland zugeordnet wird, zu dem der Küste vorgelagerten nordöstlichen Teil des Urkontinents Gondwana. Unter dem Druck der westwärts wandernden Pazifischen Platte begann sich vor etwa 200 Millionen Jahren in diesem Seebett ein gebirgiger Streifen zu bilden und aus dem Meer zu erheben. Mit einer Ostwärtsdrift wurde die Erhebung vor etwa 70 Millionen Jahren von dem Urkontinent abgespalten und ließ den unter dem Meeresspiegel liegenden Kontinent Zealandia sowie die Tasman Sea entstehen. Die bereits auf dem Gebirgsstreifen lebenden Pflanzen und Tiere entwickelten sich von diesem Zeitpunkt an unabhängig weiter und wurden so zu Endemiten.
Vor etwa 60 Millionen Jahren war die Landmasse Neuseelands weitaus größer als heute. Aber ständige Erosionsprozesse ließen die Berge zu Hügeln und zu Ebenen verflachen. Durch kontinuierliche Landabtragungen verschob das Meer die Küstenlinie weiter landeinwärts. Tektonische Prozesse drehten den südlichen Teil des Landes schneller gegen den Uhrzeigersinn, als das mit dem nördlichen Teil geschehen konnte. Die dadurch entstehenden beiden Hauptinseln legten die Grundlage für die Zweiteilung Neuseelands. Etwa 35 Millionen Jahre später befand sich rund 60 % der heutigen Landfläche unter Wasser. Die weiter voranschreitende und unterschiedlich schnelle Drehung der beiden Hauptinseln ließ zwischen der Pazifischen Platte und der Australischen Platte einen Grabenbruch (Rift) entstehen, die Alpine Fault. Um diese Verwerfung herum verschoben sich die Nord- und die Südinsel weiter linksdrehend und richtete Neuseeland auf einer nordöstlich verlaufenden Achse aus. Neben der Alpine Fault bildete sich südlich davon der Puysegur Trench und im nördlichen Verlauf der Hikuranki Trench und der Kermadec Trench aus.
Auf der Nordinsel, wo sich die Pazifische Platte noch heute unter die Australische Platte schiebt, entstanden vulkanisch aktive Gebiete und auf der Südinsel, wo sich die Pazifische Platte südwestwärts an der Australischen Platte entlang schiebt, entstanden durch Auffaltungen die Neuseeländischen Alpen.

## Geologische Beschaffenheit
Der geologische Aufbau Neuseelands lässt sich von seiner Entstehungsgeschichte her grob drei erdgeschichtlichen Zyklen zuordnen:
- Dem frühen bis mittleren Paläozoikum, in dem der westliche Bereich Neuseelands entstand.
- Dem späten Paläozoikum bis hin zur frühen Kreidezeit, in dem der östliche Teil entstand.
- Der späten Kreidezeit bis in das Känozoikum hinein, in dem die Sedimente und die Gesteine vulkanischen Ursprungs entstanden.[2]

Einer der ältesten bekannten Sedimentaufschlüsse Neuseelands, rund 100 km nordwestlich von Nelson im Tākaka-Schichtkomplex ehemaliger Inselbögen, besteht aus mittelkambrischen Sedimentabfolgen der Junction-Formation und wird im Wesentlichen von turbiditischen Sandsteinen, Schluffgesteinen und Konglomeraten sowie einigen basaltischen und andesitischen Einheiten gebildet. Die in den Lagen der Haupiri-Gruppe enthaltenen Trilobitenversteinerungen sind die ältesten Fossilien von Neuseeland.
Eine etwas detailliertere Einordnung des geologischen Aufbaus von Neuseeland kann der folgenden Karte mit der zugehörigen Tabelle entnommen werden.

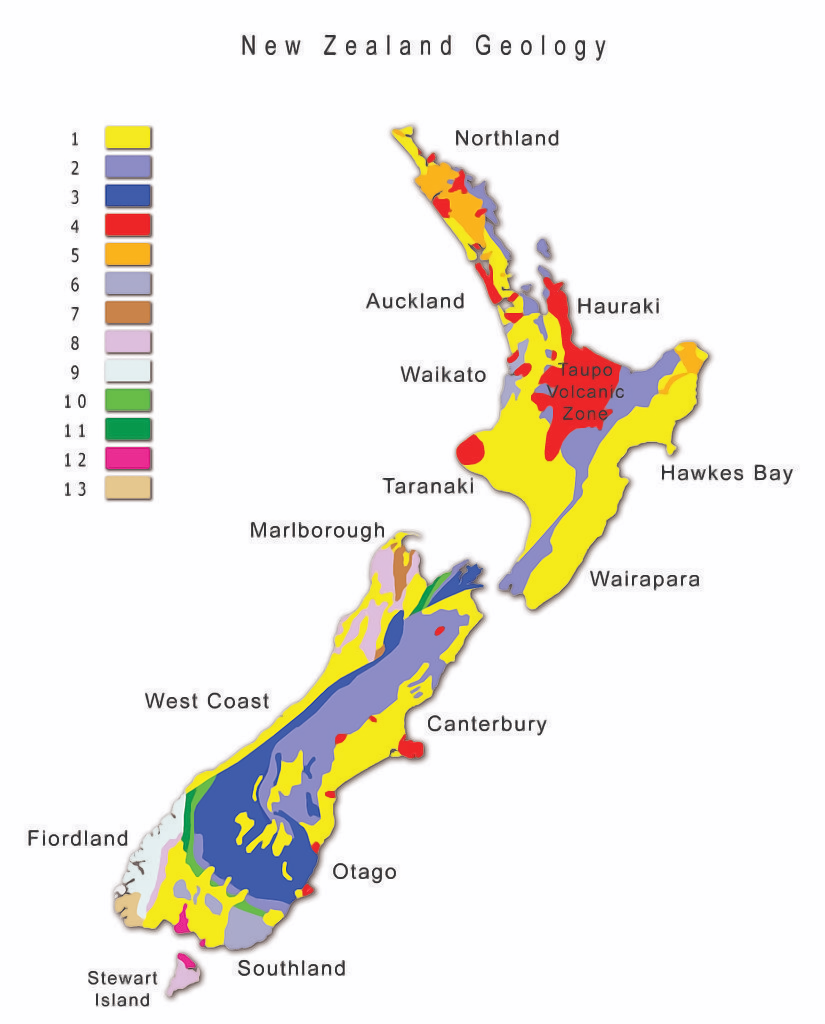
Karte der geologischen Verhältnisse von Neuseeland
Datenquelle: Institute of Geological and Nuclear Sciences, Neuseeland

| Legende zur nebenstehenden Karte | Legende zur nebenstehenden Karte                                                   | Legende zur nebenstehenden Karte | Legende zur nebenstehenden Karte |
| Pos                              | Gesteinsarten                                                                      | Erdzeitalter                     | Alter (mya)                      |
| -------------------------------- | ---------------------------------------------------------------------------------- | -------------------------------- | -------------------------------- |
| 1                                | Sedimente                                                                          | Kreide Känozoikum                | 145,5 – 65,5 und 55,8 – 0        |
| 2                                | Grauwacken                                                                         | Perm bis Trias                   | 299 – 199,6                      |
| 3                                | Glimmerschiefer                                                                    | Karbon bis Kreide                | 359,2 – 65,5                     |
| 4                                | vulkanisches Gestein                                                               | Kreide und Känozoikum            | 145,5 – 65,5 und 55,8 – 0        |
| 5                                | Sedimente und Ophiolithe Northland- und East Coast-Einheiten                       | Kreide und Oligozän              | 145,5 – 65,5 und 33,9 – 23,03    |
| 6                                | Pyroklastika                                                                       | Trias bis Jura                   | 251 – 145,5                      |
| 7                                | Kalkstein, Klastika und vulkanisches Gestein (Zentrale- und Östliche Sedimentzone) | Kambrium bis Devon               | 542 – 359,2                      |
| 8                                | Granitoide                                                                         | Paläozoikum und Kreide           | 542 - 251 und 145,5 – 65,5       |
| 9                                | metamorphe Zonen (Western-Fiordland-Zone)                                          | Paläozoikum und Kreide           | 542 - 251 und 145,5 – 65,5       |
| 10                               | Ophiolith und Pyroklastika                                                         | Perm                             | 299 – 251                        |
| 11                               | Pyroklastika und vulkanisches Gestein                                              | Perm                             | 299 – 251                        |
| 12                               | mafische Komplexe, wie Ultramafitite                                               | Paläozoikum und Kreide           | 542 - 251 und 145,5 – 65,5       |
| 13                               | Grauwacken (Western-Sedimentzone)                                                  | Kambrium bis Ordovizium          | 542 - 443,7                      |

## Geologische Regionen
Die Hauptinseln von Neuseeland werden durch ein Gebirgsrelief bestimmt, das sich in einer Nordost-Südwest-Ausrichtung durch die beiden Inseln zieht und sich dabei als Teil eines weitläufigen Gebirgssystems darstellt, welches entlang des Pazifischen Feuerrings den gesamten pazifische Raum umschließt. Die beiden Inseln weisen aber deutliche Reliefunterschiede auf. Diese Unterschiede resultieren aus den unterschiedlich wirkenden tektonischen Prozessen, die Neuseeland geformt haben.

### Nordinsel
Die Berglandschaften der Nordinsel sind von Bruchtektonik und Vulkanismus bestimmt, wobei flachere Regionen ihre Prägungen durch Sedimentablagerungen bekamen. Die Regionen im Einzelnen:
- Entlang des Hauptverwerfungssystems, das sich von Süd nach Nord durch die Nordinsel zieht und durch die Wellington Fault, Mohaka Fault, Ruahine Fault und dann fast parallel verlaufend aufgespalten durch die [[Waiohau Fault|Waiohau Fault]], Whakatane Fault, Waimana Fault, vertreten wird,[6] hat sich eine für die Nordinsel bedeutsame Bergregion gebildet. Grauwacke ist hier in den Rimutara Range, Tararua Range, Ruahine Range, Kaweka Range, Huiarau Range, Ikawhenua Range, Raukumara Range das bestimmende Gestein.[7][8][9]
- Die Taupō Volcanic Zone (TVZ), die sich vom submarinen Whakatane-Vulkan, rund 80 km nordnordöstlich von Whakaari / White Island gelegen, in südsüdwestlicher Richtung bis zum Mount Ruapehu über eine Länge von 350 km ausdehnt[10] und ursprünglich bis über 100 km breit war, stellt der vulkanisch aktivste Teil Neuseelands dar.[11] Zeitlich in drei Kategorien eingeteilt, hat sich die Taupō Volcanic Zone über die sogenannte „alte Zone“ (vor 2 bis 0,34 Millionen Jahren), über die „junge Zone“ (vor 0,34 Millionen Jahren bis 65.000 Jahren) bis hin in die im Englischen genannten „modern Zone“ (vor 65.000 Jahren bis heute) in seiner Breitenausdehnung ständig weiter verkleinert.[11] Heute befinden sich die erheblichen Verwerfungen und die aktivsten vulkanischen Bereiche in einem Band von bis zu 50 km. Mehrere große Seen, wie der Lake Taupō, der Lake Rotorua und der Lake Tarawera, sowie die größten Vulkane, dem Mount Ruapehu mit seinen 2797 m, dem Mount Ngauruhoe mit 2291 m Höhe und dem Mount Tongariro mit 1967 m befinden sich dort auf einer Linie. Die Kontinentale Erdkruste misst in der Taupō Volcanic Zone um die 15 km dicke, im Gegensatz zu den üblichen 35 km unter den Ebenen.[12]
- Das Central Volcanic Plateau ist eine zentrale Hochebene in der Mitte der Nordinsel, die den südlichen Teil der Taupō Volcanic Zone miteinschließt. Bemerkenswert hier ist der Rangipo Desert, eine unfruchtbare wüstenähnliche Landschaft mit Sanddünen und bizarren Auswaschungen, die dabei den Schichtenaufbau sichtbar machen. Rangipo liegt im südöstlichen Teil des Plateaus.[13]
- Der östliche Teil der Nordinsel mit den Regionen Wairarapa, Hawke’s Bay, Gisborne und Eastland, und der westliche Teil mit den Regionen Taranaki bis zum North Island Volcanic Plateau und dem westlichen Teil der Waikato Region bis hinauf kurz vor Auckland bestehen aus flach lagerndem Sandstein der Kreidezeit und Ablagerungen aus dem Miozän und dem Pliozän. Schwemmland ist unter anderem in den unteren Flusslandschaften der größten Flüsse, Manawatū River und Waikato River, sowie in dem Küstentiefland der Hawke Bay zu finden.[14]
- Die Gegend um den Mount Taranaki ist vulkanischen Ursprungs und bildet damit in den umliegenden sedimentbestimmten Regionen eine Ausnahme.

### Südinsel
Die Südinsel ist größtenteils, vor allem aber im westlichen Teil der Insel durch Gebirgsfaltungen und Vergletscherung geprägt. Der Untergrund in flacheren Regionen besteht vornehmlich aus Sedimenten. Die Regionen im Einzelnen:
- Die Gebirgslandschaft, die sich von Norden von der Nordinsel fortsetzend längs durch die Südinsel zieht, hat alpinen Charakter und findet ihren Höhepunkt in dem Gletschergebiet um den höchsten Berg des Landes herum, dem Aoraki/Mount Cook. Mesozoischer Gneis, Grauwacke und Glimmerschiefer sind vorwiegend am Gesteinsaufbau der neuseeländischen Alpen beteiligt.[14]
- Ein schmales Band an der Westküste von Haast bis hinauf in die Gegend um Nelson ist von Sedimentgesteinen geprägt, wobei der nördliche Teil von Regionen durchsetzt ist, in denen Granit das bestimmende Gestein im Untergrund ist. Ein nördlich bis in die Golden Bay / Mohua verlaufendes Gebiet ist allerdings vulkanischen Ursprungs und mit Vorkommen von Kalkstein durchsetzt.
- Östlich der neuseeländischen Alpen bis an den Rand der Canterbury Plains besteht der Untergrund hauptsächlich aus Grauwacken, wobei sich ein schmales Band aus Glimmerschiefern hinunter bis in die Region Otago ausbreitet und dort das vorherrschende Gestein darstellen.
- Die Canterbury Plains im mittleren östlichen Küstenbereich besteht ausschließlich aus Sedimenten.
- Die wenigen Gebiete rein vulkanischen Ursprungs liegen auf der Südinsel auf der Banks Peninsula unweit von Christchurch und weiter südlich das Stadtgebiet von Dunedin umfassend mit der Otago Peninsula und dem Otago Harbour.
- Fiordland, im äußersten Südwesten der Südinsel hingegen, besteht hauptsächlich aus metamorphen Gesteinen und stellt mit seiner zerklüfteten Küstenlandschaft und bis über 2700 m hohen Bergen die südliche Verlängerung der Neuseeländischen Alpen dar.

## Geologischer Aufschluss
- Bei den Aufnahmearbeiten am Dun Mountain bei Nelson erkundete Ferdinand von Hochstetter eine damals noch nicht klassifizierte Gesteinsart und benannte sie nach dieser Typlokalität Dunit. Die wissenschaftliche Erstbeschreibung des Gesteins veröffentlichte er im Jahre 1864.[15]

## Bodenschätze
Neuseeland ist im Vergleich zu anderen Nationen arm an Bodenschätzen. Vor allem Metalle, wie Gold, Silber und Platinmetalle, sowie Kohle, verschiedene ökonomisch bedeutsame Minerale kommen in größeren Mengen vor und werden zu wirtschaftlichen Bedingungen abgebaut. Hier die Wichtigsten:

### Kohle
Neuseeland besitzt umfangreiche Braunkohlevorkommen, die hauptsächlich in den Regionen Waikato und Taranaki der Nordinsel und an der Westküste, in Otago und im Süden der Südinsel zu finden sind. Die Ressource werden auf etwa 15 Milliarden Tonnen geschätzt, wobei sich 80 % der Vorkommen auf der Südinsel verteilen. Die Braunkohle der Südinsel eignet sich Untersuchungen zur Folge u. a. als Rohmaterial zur Erzeugung von Treibstoffen, Briketts und Düngemitteln in petrochemischen Großanlagen.

### Gold
Verglichen weltweit mit anderen Ländern, in denen Gold gefördert wird, ist die Fördermenge an Gold in Neuseeland mit rund 13,5 Tonnen im Jahr 2009 vergleichsweise klein. Doch gehört Gold, zusammen mit Silber, zu den wichtigsten Rohstoffen in Neuseeland, die gefördert werden.
Goldvorkommen sind auf beiden Inseln vorhanden, wobei sie aus vier verschiedenen Lagerstättensituationen stammen können:
- Mesothermale Quarzadern in Grauwacke, entstanden im Paläozoikum,
- Mesothermale Quarzadern in Schiefergestein, entstanden im Mesozoikum,
- Epithermale Quarzadern in vulkanischem Gestein, entstanden im Känozoikum,
- Seifen in Kies oder Sand, ebenfalls entstanden im Känozoikum.

Andere Mineralisierungen von Gold sind in Kupfer und in hydrothermalen Ablagerungen zu finden, haben aber bezogen auf ihre Vorkommen keine große Bedeutung.
Größere Goldvorkommen befinden sich auf der Coromandel Peninsula, in der Taupō Volcanic Zone, an der West Coast und in Otago, wo sich auch die größte Goldmine des Landes, die Macraes Gold Mine, befindet. Insgesamt wird an 50 verschiedenen Stellen des Landes nach Gold geschürft. Im Jahr 2006 schätzte man die gesamten Goldvorkommen in Neuseeland auf rund 1230 Tonnen.

### Silber
Die Förderung von Silber ist ein Nebenprodukt des Goldbergbaus in Neuseeland. Gold und Silber treten meist an ihren Fundstellen gemeinsam auf. So gilt die Einordnung der vier Lagerstättentypen für Gold (s. o.) in gleicher Weise auch für Silber. Im Jahr 2009 wurden noch rund 14,3 Tonnen Silber in Neuseeland gewonnen, Tendenz fallend. Ihren Spitzenwert erreichte die Produktion im Jahre 2005 mit 43 Tonnen.
Fast das gesamte in Neuseeland gewonnene Silber stammt aus der zweitgrößten Mine des Landes, der Martha Mine, zusammen mit der 2 km entfernten Favona Mine. Der Anteil an Silber an der Gesamtförderung beträgt dort zusammen rund 85 %. Der Rest entfällt auf Gold.

### Platinmetalle
In den Longwood Range, rund 40 km nordwestlich von Invercargill gelegen, vermutet die Regierung von Neuseeland Vorkommen an Platinmetallen (Ruthenium, Rhodium, Palladium, Osmium, Iridium und Platin) im Werte von 2 Mrd. NZ$. Man schätzt in einem 12 mal 32 km großen Gebiet bis zu 1 Million Feinunzen (rund 31 Tonnen) der seltenen Metalle zu finden.
Greenhills, wenige Kilometer nördlich von Bluff, stellt auf einer Fläche von 14 km² ein weiterer wichtiger Fundort dar. Das Anglem-Feld auf Stewart Island ist 35 mal 14 km groß und nahe Riwaka erstreckt sich ein Band über 45 km Länge und bis zu 3 km Breite. Das mit 400 km² mit Abstand größte Gebiet, wo Platinmetalle gefunden werden, ist die Region um Rotoroa.

### Schwermineralsande
Bereits im Jahr 1839 beschrieb Ernst Dieffenbach, angeheuert von der Londoner New Zealand Company, das Vorkommen an titanmineralhaltigen Sand an der Küste von Taranaki. 1841 wurde dies von dem Leiter der Neuseelandexpedition der Plymouth Company of New Zealand, George Cutfield noch einmal bestätigt. Ein Jahr später sandte darauf Frederic Alonzo Carrington, Landvermesser der New Zealand Company, Proben von so genannten Eisensand nach England, um diesen auf seine Brauchbarkeit zur Eisengewinnung testen zu lassen. Der Run auf diesen Rohstoff begann.
Schwermineralsand in Form des Eisensandes kommt an vielen westlichen Küstenabschnitten der beiden Hauptinseln vor. Vermutlich die größten Vorkommen existieren an dem rund 480 km langen Küstenabschnitt der Nordinsel von Kaipara Harbour hinunter bis Whanganui. Das schwarze Material, erodiert von vulkanischem Gestein des Mount Taranaki und des North Island Volcanic Plateau, wurde einst von den Flüssen, des Rangitīkei River bis hinauf zum Waikato River, ins Meer getragen und im Schelfbereich vor den Küsten abgelagert.
Die im September 2007 gegründete Trans-Tasman Resources Limited (TTR) bekam für zwei vor diesem Küstenbereich liegenden Seegebiete, die eine Fläche von knapp 10.000 km² abdecken, die Genehmigung Eisensand zu fördern. Untersuchungen ergaben für diesen Bereich, dass etwa 4,5 Mrd. Tonnen mit einem Eisengehalt von 6,23 % wirtschaftlich abgebaut werden können. Des Weiteren beinhaltet das Erz 0,7 % Vanadium(V)-oxid und besitzt Anteile von Titan(IV)-oxid. Die Vorkommen scheinen so gigantisch zu sein, dass die Taranaki Daily News schon den von der Firma TTR geprägten Begriff von ocean of iron ore (deutsch: Eisenerz-Ozean) in die Öffentlichkeit getragen hatte.
Im Jahr 2009 wurden rund 2 Mio. Tonnen vom Eisensand in ganz Neuseeland gefördert. Der Hauptanteil kam zu der Zeit von Barrytown und Westport, an der Westküste der Südinsel gelegen. Der Sand, der dort geschürft wird, besteht in Westport zu 4,5 % aus Ilmenit und in Barrytown zu 13,8 %. Man vermutet Vorkommen in Größenordnungen von 122 Mio. Tonnen bzw. 50 Mio. Tonnen.
Über die Größenordnung der gesamten Vorkommen an Schwermineralsanden in Neuseeland gibt es derzeit keine Vorstellungen.

### Weitere Mineralrohstoffe
Weitere nichterzliche Rohstoffe, die industriell abgebaut und verwertet werden, sind der alphabetischen Reihenfolge nach: Bentonit, Bimsstein, Diatomit, Dolomit, Halloysit, Kalkstein, Perlit, Siliciumdioxid, verschiedene Tonminerale und Zeolithe.

## Bekannte Geologen in Neuseeland
- Ernst Dieffenbach (1811–1855), war ein deutscher Mediziner, Geologe und Naturforscher, der über zwei Jahre in Neuseeland gelebt und geforscht hat und über seine Veröffentlichung Travels in New Zealand sich auch in dem Bereich Geologie für Neuseeland verdient gemacht hat.
- Julius von Haast (1822–1887), war deutsch-neuseeländischer Geologe und Naturforscher, Professor für Geologie am Canterbury College.
- Ferdinand von Hochstetter (1829–1884), war ein österreichischer Geologe und begann im Auftrag des damaligen Gouverneurs mit der geologischen Kartierung Neuseelands.
- James Hector (1834–1907), war schottisch-neuseeländischer Mediziner, Geologe, Forscher, Leiter verschiedener neuseeländischer Institute und von 1885 bis 1903 Kanzler der University of New Zealand.
- Frederick Wollaston Hutton (1836–1905), war ein englischstämmiger Naturwissenschaftler, der zum ersten Direktor der Otago School of Mines berufen wurde und als Kurator des Otago Museum wirkte. Er ist durch die systematische Beschreibung von Fossilien und durch Arbeiten zur Evolutionstheorie bekannt geworden.
- Alexander McKay (1841–1917), war ein schottischstämmiger Geologe, der sich mit Störungszonen auf Neuseeland befasste und eine umfangreiche Sammlung fossiler Belegstücke hinterließ.
- James Park (1857–1946), war ein schottischstämmiger Geologe, der Direktor der Thames School of Mines war und sich Verdienste in der Montangeologie Neuseelands erwarb.
- Patrick Marshall (1869–1950), war ein englischstämmiger Geologe, der sich mit der Erforschung vulkanischer Gesteine im pazifischen Raum befasste. Von ihm stammen die Begriffe Ignimbrit und Andesitlinie.
- Charles Andrew Cotton (1885–1970), war international anerkannter Wissenschaftler im Bereich Geomorphologie.
- Francis John Turner (1904–1985), war Petrologe und erwarb sich Verdienste bei der Erforschung von metamorphen Gesteinen.
- Harold Wellman (1909–1999), war Experte im Bereich Plattentektonik und Mitglied der Royal Society of New Zealand.
- William Sefton Fyfe (1927–2013), war emeritierter Professor der Geologie, studierte an der University of Otago, lehrte später an Universitäten in den Vereinigten Staaten, in England und zuletzt in Kanada.

## Medien
- Crown Minerals – Ministry of Economic Development (Hrsg.): Mineral Resources of New Zealand. 2009, ISSN 1836-5752 (englisch, CD-ROM – Disc 1+2).